# Alan Bush

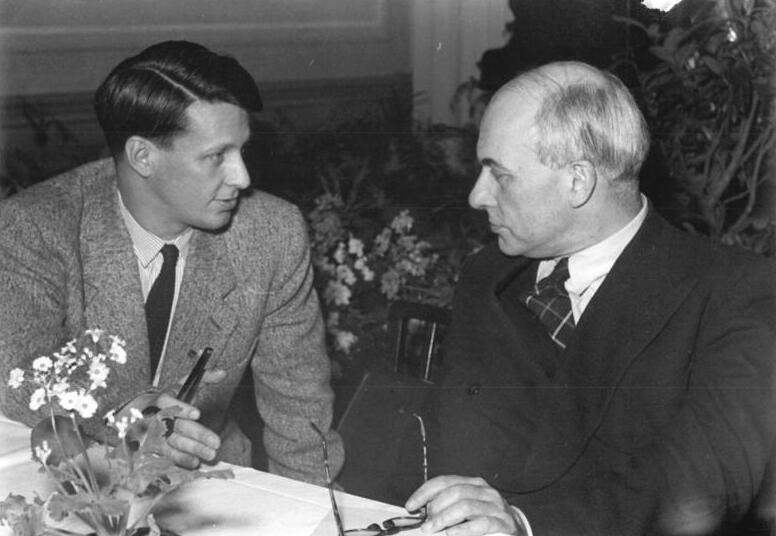
Alan Bush (r.) mit dem Schriftsteller Stephan Hermlin in Berlin (1952)

Alan Dudley Bush (* 22. Dezember 1900 in London; † 31. Oktober 1995 in Watford) war ein englischer Komponist, Pianist und Dirigent. Er war Professor für Harmonielehre und Komposition an der Royal Academy of Music in London.

## Leben
Alan Bush wurde 1900 als jüngster von drei Söhnen des Unternehmers Alfred Walter Bush (1869–1935) und dessen Frau Alice Maud Bush (geb. Brinsley; 1870–1951), im wohlhabenden Londoner Stadtteil Dulwich geboren. Der Vater leitete das 1851 gegründete Familienunternehmen W.J.Bush & Co., welches Feinchemikalien und Ätherische Öle produzierte. Bushs Mutter, Tochter eines Immobilienmaklers, hatte die Crystal Palace School of Art besucht und selbst Ambitionen Künstlerin zu werden, wovon sie aber ihre viktorianische Mittelschichtsfamilie abbrachte. Zunächst bekam Alan Bush Hausunterricht. Von 1911 bis 1917 besuchte er mit einem Stipendium die Sir Roger Cholmeley’s School at Highgate im Norden Londons. Kompositionsunterricht erhielt er seinerzeit bei William Wodding Starmer. 1915 komponierte er seine ersten Werke. Bushs ältester Bruder, Alfred, fiel während des Ersten Weltkriegs 1917 als Infanterieoffizier bei Ypern in Belgien.
Nach der Reifeprüfung 1917 nahm Bush im Januar 1918 er ein Musikstudium an der Royal Academy of Music (RAM) auf. Zu seinen Lehrern gehörten Reginald Steggall (Orgel), Tobias Matthay und Lily West (Klavier) sowie Frederick Corder (Komposition). Ein erstes öffentliches Konzert am RAM gab er im Sommer 1918. An der Wigmore Hall trat er erstmals 1920 auf. Während seiner Studienzeit erhielt er mehrere Auszeichnungen für Klavier-Interpretation und Komposition (Charles Mortimer Prize, Oliveria Louisa Gift, Thalberg Scholarship, Battison Haynes Prize, Philip L. Agnew Prize, Matthew Phillimore Prize). Nachdem er John Ireland kennengelernt hatte, nahm er bei ihm von 1922 bis 1927 privaten Kompositionsunterricht. Darüber hinaus hatte er von 1924 bis 1929 Klavierunterricht bei Benno Moiseiwitsch und Mabel Lander. Dort eignete er sich die Klaviermethode von Theodor Leschetizky an. 1924 erhielt er für sein Streichquartett in a-Moll, op.4 den Carnegie Award. An der RAM wurde er 1925 Professor für Harmonie und Komposition und hielt dort von 1936 bis 1938 erste Vorlesungen in Musikgeschichte. 1938 wurde er Fellow der RAM und unterrichtete bis 1978 ebendort. Zu seinen Schülern gehörten u. a. Edward Gregson, Roger Steptoe und Graham Johnson.
Ab 1929 komplementierte er seine Studien mit Philosophie bei Max Dessoir, David Baumgardt und Johannes Rieffert und Musikwissenschaft bei Johannes Wolf und Friedrich Blume an der Friedrich-Wilhelms-Universität zu Berlin. 1931 bildete er sich beim Pianisten Artur Schnabel weiter. Während seiner Berliner Jahre gab er zahlreiche Klavier- und Kammermusikkonzerte, zum Teil mit eigenen Werken. Infolge der Auswirkungen der Weltwirtschaftskrise 1929 kehrte er zurück nach London, wo er ab 1931 wieder als Professor arbeitete. 1934 lernte er die deutschen Exilanten Gerhart und Hanns Eisler, Ernst Hermann Meyer und Georg Knepler in London kennen. In der Folge führte er mehrmals das Drama Die Maßnahme (1930) von Bertolt Brecht und Hanns Eisler, die ihn politisch beeinflussten, in London auf. Während einer USA-Reise 1938 traf er auf Aaron Copland, Charles Lomax und mehrere Exilanten wie Hanns Eisler. Im selben Jahr reiste er auch in die Sowjetunion.
Gemeinsam mit Michael Tippett trat er 1934 als Dirigent beim Pageant of Labour im Chrystal Palace in London auf. 1935 wurde sein Streichquartett Dialectic (1929) bei den Weltmusiktagen der Internationalen Gesellschaft für Neue Musik (IGNM) in Prag aufgeführt, wodurch er international bekannt wurde; 1937 erklang seine Musik bei den IGNM-Weltmusiktagen in Paris. 1936 leitete er im Westminster Theatre die Uraufführung von Benjamin Brittens Russian Funeral. 1938 spielte er als Solist bei einem BBC-Konzert für zeitgenössische Musik sein Klavierkonzert (Dirigent: Adrian Boult). 1939 organisierte und dirigierte er das Festival of Music for the People in der Royal Albert Hall in London. 1940 dirigierte er die britischen Erstaufführungen der 5. Sinfonie von Dmitri Schostakowitsch und des Klavierkonzerts von Aram Chatschaturjan (Solistin: Moura Lympany) in der Queen’s Hall. Von März bis Juni 1941 (Überfall auf die Sowjetunion) waren seine Werke ob seiner Unterstützung der People’s Convention von der BBC verbannt. Ralph Vaughan Williams solidarisierte sich in diesem Zusammenhang jedoch mit Bush und zog seinerseits ein für die BBC komponiertes Werk zurück. Im November 1941 wurde er zum Dienst im Royal Army Medical Corps eingezogen, den er im Queen Alexandra’s Military Hospital Millbank in London ableistete. Außerdem organisierte er einen Militärchor und leitete das London String Orchestra, das er 1938 begründet hatte und bis 1951 aktiv war. Zahlreiche Konzerte wurden in den Kriegsjahren im BBC World Service ausgestrahlt. Mitglieder des Ensembles waren u. a. die Violinisten Norbert Brainin und Emanuel Hurwitz. 1942 dirigierte er das BBC Symphony Orchestra, das seine Sinfonie in C aufführte. 1944 übernahm er den Klavierpart (zusammen mit dem Philharmonic String Quartet unter Jean Pouget) bei der britischen Erstaufführung von Schostakowitschs Klavierquintett.
Nachdem er im Dezember 1945 aus dem Militärdienst entlassen worden war, nahm er seine Arbeit als Komponist und Musikpädagoge wieder auf. Außerdem dirigierte er Werke von u. a. Edward Elgar, John Ireland, Ralph Vaughan Williams und William Walton. Seine eigenen Stücke brachte er auch bei den Londoner Proms zur Aufführung. 1947/48 war er Vorsitzender und 1956/57 Schatzmeister der Composers’ Guild of Great Britain. 1949 wurde sein Violinkonzert durch das London Philharmonic Orchestra unter der Leitung von Basil Cameron und mit dem Solisten Max Rostal aufgeführt. Außerdem erklang die Nottingham-Sinfonie in der Albert Hall in Nottingham. Beim Festival of Britain 1951 wurde er durch den Arts Council of Great Britain mehrfach für seine Oper Wat Tyler ausgezeichnet; erste Bühnenaufführungen wurden 1953 in Leipzig und 1955 in Rostock dargeboten, 1974 folgte eine englische Produktion der Keynote Opera Society. Drei weitere Opernaufträge erhielt er an den Opernhäusern in Leipzig (unter Helmut Seydelmann, 1953 und unter Rolf Reuter, 1966), Weimar (eigenes Dirigat, 1956) und Berlin/Staatsoper (unter Heinz Fricke, 1970). 
Seine Oper Men of Blackmoor wurde erneut 1961 durch den Oxford University Opera Club inszeniert. Weitere Werke wurden u. a. beim Cheltenham, beim Bath und beim Aldeburgh Festival präsentiert. Außerdem komponierte er die Byron-Sinfonie, die 1962 vom Rundfunk-Sinfonieorchester Leipzig unter der Leitung von Herbert Kegel in Leipzig uraufgeführt wurde. Seine vierte Sinfonie wurde 1986 vom BBC Philharmonic unter der Leitung von Edward Downes in Manchester dargeboten. In den 1990er Jahren musste er seine kompositorische Arbeit einstellen, da ihm das Sehvermögen schwand.
Ab Mitte der 1920er Jahre engagierte er sich in der britischen Arbeiterbewegung. 1924 wurde er Mitglied der Independent Labour Party, die er 1929 aus Enttäuschung verließ. Er schloss sich dann der Labour Party an. 1935 wurde er Mitglied der Kommunistischen Partei Großbritanniens (CPGB). Von 1929 bis 1940 fungierte in der Nachfolge von Rutland Boughton als Musikratgeber und Leiter der London Labour Choral Union. 1936 begründete er die Worker’s Music Association (WMA) mit; von 1941 bis 1995 übernahm er die Präsidentschaft. 1941 gründete er die William Morris Musical Society. Von 1946 bis 1956 dirigierte er die WMA Singers.
Ab 1931 war er mit der Juristentochter Nancy Rachel Bush (geb. Head; 1907–1991), einer Schwester des Sängers und Komponisten Michael Head, verheiratet. Mit seiner Frau, die oft als Librettistin und Texterin fungierte, hatte er drei Kinder, wovon eines 1943 bei einem Verkehrsunfall verstarb: Rachel Elizabeth (* 1931) und die Zwillinge Catherine und Alice (* 1936). Von 1932 bis zu seinem Tod lebte er in Radlett bei London in der Grafschaft Hertfordshire. Bush starb 1995 im Alter von 94 Jahren nach kurzer Krankheit im Watford General Hospital in Watford und wurde im Golders Green Crematorium im London Borough of Barnet eingeäschert, seine Asche der Familie übergeben.
Nach seinem Tod 1997 wurde der Alan Bush Music Trust gegründet, der sich für seine Musik einsetzt. An RAM-Studenten vergibt dieser den Alan Bush Composition Prize und den Frank and Hilda Stokes and Marjorie Meyer Memorial Prize for Sight-Reading.

## Werke
Bushs Werkverzeichnis umfasst die Opern Wat Tyler (1948–1950), Men of Blackmoor (1954/55), The Sugar Reapers (auch bekannt als Guyana Johnny; 1962–1965), Joe Hill – The Man Who Never Died (1965–1967), drei Kinderopern, vier Sinfonien, ein Violin- und ein Klavierkonzert, weitere Orchesterwerke, Kammer-, Klavier-, Chormusik und Lieder. Anfänglich nutzte er die Zwölftontechnik, später etablierte er einen persönlichen Stil in freier Harmonik. Er war überzeugter Marxist. Nach eigenen Worten hatte er sich "das bewusste Ziel gesetzt, durch die Musik zur Sache des Sozialismus beizutragen." Seine politische Einstellung ist in vielen Werken spürbar. Seine Musik wurde in ganz Europas sowie den USA, Kanada, Südafrika und Australien aufgeführt. 

## Auszeichnungen
Im Jahr 1962 erhielt er den Händelpreis des Bezirkes Halle. Bereits 1938 hatte er bei der Premiere des Händel-Oratoriums Belshazzar am Scala Theatre in London die künstlerische Leitung übernommen. Von 1965 bis 1993 war er Korrespondierendes Mitglied der Sektion Musik der Akademie der Künste in Berlin (Ost). 1968 wurde er Doctor of Music der University of London und 1970 erhielt er den Doctorate of Music (Honoris causa) von der University of Durham.